# Philibert van der Haeghen de Mussain
Philibert François Jean Baptiste Joseph van der Haeghen de Mussain (Gent, 12 november 1760 - 20 februari 1818), ook genaamd Philibert d'Eesbeek, behoorde tot een adellijke familie.

## Geschiedenis
- 1652: Guillaume van Eesbeke, genaamd van der Haghen, licentiaat in de rechten en Henri van Eesbeke, genaamd van der Haghen, schepen van de stad Brussel, verkregen van koning Filips IV adelsrehabilitatie, indien nodige adelsverheffing.
- 1725: verlening door keizer Karel VI van de titel baron, overdraagbaar bij eerstgeboorte, aan Honoré-Ignace d'Eesbeke, thesaurier van de stad Brussel, en de titel ridder aan zijn jongere zonen, overdraagbaar op alle mannelijke afstammelingen.
- 1725: verlening door keizer Karel VI van de titel burggraaf, overdraagbaar bij eerstgeboorte, aan Honoré-Henri d'Eesbeke, kanselier van het hertogdom Brabant, en de titel ridder aan zijn jongere zoons, overdraagbaar op alle mannelijke afstammelingen.

## Levensloop
Philibert was een zoon van Philippe-François van der Haeghen en van Marie-Françoise de Aranda. Hij trouwde in 1787 met Marie-Thérèse Limnander (Gent, 1766 - 30 november 1825). Ze kregen een zoon en een dochter.
Onder het Franse regime werd hij voorzitter van de algemene raad van het Scheldedepartement. Voordien was hij:
- auditeur bij de Raad van State (1810),
- onderprefect in Bergen (1811-1812),
- onderprefect in Leeuwarden (1813).

Op 14 augustus 1813 werd hij opgenomen in de empireadel met de titel baron, overdraagbaar bij eerstgeboorte. Hij bekwam de open brieven ter bevestiging in januari 1815.
Op 7 januari 1814 werd ook zijn jongere broer Van der Haeghen de Cruyssen opgenomen in de empireadel met de titel baron. Het is niet waarschijnlijk dat hij de bevestigende open brieven lichtte. Hij bleef vrijgezel en zonder nakomelingen.
In 1818 kreeg Philibert erkenning in de erfelijke adel van het Verenigd Koninkrijk der Nederlanden en opname in de Ridderschap van de provincie Oost-Vlaanderen. Op het ogenblik van de officiële bevestiging, 14 april 1818, was hij al overleden.

## Amand d'Eesbeke
Zijn zoon Amand-Auguste d'Eesbeke dit van der Haeghen de Mussain (Gent, 14 februari 1790 - Brussel, 20 februari 1858), onder het keizerrijk onderprefect, onder het Verenigd Koninkrijk der Nederlanden kamerheer van koning Willem I, commandant van de Burgerwacht in Gent en lid van de Provinciale Staten, kreeg in 1847 de titel baron. In 1821 kreeg hij vergunning om de naam d'Eesbeke aan te nemen. Hij trouwde in Gent in 1834 met gravin Alexandrine de Goltstein (1808-1898). Het echtpaar bleef kinderloos en met zijn dood doofde de familie uit.